# 1925-ös indianapolisi 500
A 13. alkalommal megrendezett Indianapolisi 500 mérföldes versenyt 1925. május 30-án 
rendezték meg.
| Helyezés | Rajthely | Rajtszám | Versenyző       | Qual    | Rank | Körök száma | Élen | Kiesés oka    |
| -------- | -------- | -------- | --------------- | ------- | ---- | ----------- | ---- | ------------- |
| 1        | 2        | 12       | Peter DePaolo   | 113.083 | 2    | 200         | 115  | Running       |
| 2        | 5        | 1        | Dave Lewis      | 109.061 | 5    | 200         | 50   | Running       |
| 3        | 22       | 9        | Phil Shafer     | 103.523 | 16   | 200         | 13   | Running       |
| 4        | 3        | 6        | Harry Hartz     | 112.433 | 3    | 200         | 3    | Running       |
| 5        | 11       | 4        | Tommy Milton    | 104.366 | 13   | 200         | 0    | Running       |
| 6        | 1        | 28       | Leon Duray      | 113.196 | 1    | 200         | 0    | Running       |
| 7        | 18       | 8        | Ralph DePalma   | 108.607 | 6    | 200         | 0    | Running       |
| 8        | 9        | 38       | Peter Kreis     | 106.338 | 10   | 200         | 0    | Running       |
| 9        | 14       | 15       | W. E. Shattuc   | 102.070 | 17   | 200         | 0    | Running       |
| 10       | 8        | 22       | Pietro Bordino  | 107.661 | 9    | 200         | 0    | Running       |
| 11       | 12       | 5        | Fred Comer      | 104.296 | 14   | 200         | 0    | Running       |
| 12       | 10       | 27       | Frank Elliott   | 104.910 | 11   | 200         | 0    | Running       |
| 13       | 15       | 24       | Earl Devore     | 97.799  | 19   | 198         | 0    | Flagged       |
| 14       | 20       | 14       | Bob McDonogh    | 101.931 | 18   | 188         | 0    | Truss rod     |
| 15       | 16       | 23       | Wade Morton     | 95.821  | 20   | 156         | 0    | Crash BS      |
| 16       | 6        | 17       | Ralph Hepburn   | 108.489 | 7    | 144         | 15   | Gas tank      |
| 17       | 4        | 2        | Earl Cooper     | 110.487 | 4    | 127         | 4    | Crash T1      |
| 18       | 13       | 3        | Bennett Hill    | 104.167 | 15   | 69          | 0    | Rear spring   |
| 19       | 17       | 29       | Herbert Jones   | 89.401  | 21   | 69          | 0    | Crash T1      |
| 20       | 19       | 19       | Ira Vail        | 104.785 | 12   | 63          | 0    | Rod           |
| 21       | 21       | 7        | M. C. Jones     | 88.478  | 22   | 33          | 0    | Felfüggesztés |
| 22       | 7        | 10       | Jules Ellingboe | 107.832 | 8    | 24          | 0    | Steering      |